# The Other Tour
The Other Tour es la décima gira del dúo británico Erasure. La gira se realizó en 2003, seis años después de su gira previa, y sirvió para promocionar su álbum Other People's Songs.
Esta es la gira que representa también al álbum Loveboat que nunca tuvo gira.

## Banda
- Andy Bell (cantante)
- Vince Clarke (tecladista)
- Valerie Chalmers (corista)
- Ann-Marie Gilkes (corista)

## Temas interpretados
1. «Mad As We Are»
2. «Alien»
3. «In My Arms»
4. «Blue Savannah»
5. «Ship of Fools»
6. «Solsbury Hill»
7. «Chains of Love»
8. «Can't Help Falling in Love»
9. «Oh L'Amour»
10. «Love to Hate You»
11. «Breath of Life»
12. «When I Needed You»
13. «Home»
14. «Sometimes»
15. «Victim of Love»
16. «A Little Respect»
17. «Rock Me Gently»
18. «Chorus»
19. «Spiralling»
20. «Always»
21. «You've Lost That Lovin' Feelin'»
22. «Piano Song»
23. «True Love Ways»
24. «Goodnight»
25. «Stop!»
26. «Make Me Smile (Come Up and See Me)»